# Дабан
Дабан (кит. 大板镇, пін. Dàbăn Zhèn) — містечко у КНР, адміністративний центр хошуну Байрин – Правий стяг автономії Внутрішня Монголія.

## Географія
Дабан розташовується на південь від Великого Хінгану.

### Клімат
Містечко знаходиться у зоні, котра характеризується вологим континентальним кліматом з теплим літом. Найтепліший місяць — липень із середньою температурою 21.1 °C (70 °F). Найхолодніший місяць — січень, із середньою температурою -13.9 °С (7 °F).
| Клімат Дабана           | Клімат Дабана | Клімат Дабана | Клімат Дабана | Клімат Дабана | Клімат Дабана | Клімат Дабана | Клімат Дабана | Клімат Дабана | Клімат Дабана | Клімат Дабана | Клімат Дабана | Клімат Дабана | Клімат Дабана |
| Показник                | Січ.          | Лют.          | Бер.          | Квіт.         | Трав.         | Черв.         | Лип.          | Серп.         | Вер.          | Жовт.         | Лист.         | Груд.         | Рік           |
| Абсолютний максимум, °C | 3             | 11            | 21            | 30            | 36            | 36            | 35            | 35            | 32            | 27            | 31            | 7             | 36            |
| Середній максимум, °C   | −8            | −3            | 3             | 13            | 21            | 25            | 26            | 25            | 20            | 12            | 2             | −5            | 11            |
| Середня температура, °C | −13           | −9            | −3            | 6             | 13            | 18            | 21            | 19            | 13            | 5             | −4            | −10           | 5             |
| Середній мінімум, °C    | −18           | −16           | −9            | 0             | 6             | 12            | 16            | 13            | 7             | −1            | −10           | −16           | −1            |
| Абсолютний мінімум, °C  | −27           | −27           | −23           | −13           | −3            | 3             | 10            | 6             | −2            | −12           | −22           | −28           | −28           |
| Норма опадів, мм        | 0             | 0             | 0             | 0             | 30            | 50            | 130           | 90            | 20            | 0             | 0             | 0             | 370           |
| Днів з дощем            | 1             | 1             | 1             | 1             | 5             | 6             | 10            | 8             | 3             | 1             | 0             | 1             | 43            |
| Вологість повітря, %    | 49            | 48            | 42            | 35            | 37            | 54            | 71            | 69            | 58            | 45            | 46            | 52            | 51            |
| ----------------------- | ------------- | ------------- | ------------- | ------------- | ------------- | ------------- | ------------- | ------------- | ------------- | ------------- | ------------- | ------------- | ------------- |
| Джерело: Weatherbase    |               |               |               |               |               |               |               |               |               |               |               |               |               |